# NGC 1989
NGC 1989 is een elliptisch sterrenstelsel in het sterrenbeeld Duif. Het hemelobject werd op 28 januari 1835 ontdekt door de Britse astronoom John Herschel.

## Synoniemen
- ESO 423-21
- MCG -5-14-4
- AM 0532-304
- PGC 17464